# Ґжечна-Панна
Ґжечна-Панна (пол. Grzeczna Panna, нім. Schönmädel) — село в Польщі, у гміні Шубін Накельського повіту Куявсько-Поморського воєводства.
Населення — 64 особи (2011).

## Демографія
Демографічна структура станом на 31 березня 2011 року:
|          | Загалом | Допрацездатний вік | Працездатний вік | Постпрацездатний вік |
| -------- | ------- | ------------------ | ---------------- | -------------------- |
| Чоловіки | 36      | 8                  | 26               | 2                    |
| Жінки    | 28      | 7                  | 17               | 4                    |
| Разом    | 64      | 15                 | 43               | 6                    |